# Guarda Rural Indígena
A Guarda Rural Indígena (GRIN) foi uma milícia criada pelo regime militar no Brasil na década de 1970, formada por indígenas de diversas etnias.

## Histórico
A força foi criada por meio da Portaria 231 da Funai, de 25 de setembro de 1969. Em novembro daquele ano, começou a ser treinada em Belo Horizonte a primeira turma, formada por 30 índios Karajá, 30 Krahô, 25 Xerente, dez Maxakali e dois Gavião. A solenidade de formatura aconteceu em 5 de fevereiro de 1970, e apresentada à imprensa como propaganda das realizações do governo militar. A entrada em ação da milícia, porém, trouxe consigo diversas denúncias de arbitrariedades, violência e insubordinações. Os problemas foram se acumulando ao longo da década, motivando propostas de extinção da GRIN. No entanto, nunca houve uma dissolução formal da força.

## Registro em filme
O cinegrafista Jesco Von Puttkamer filmou a formatura da primeira turma da GRIN, no Batalhão-Escola Voluntários da Pátria, em Belo Horizonte. Foi o único registro público da técnica de tortura conhecida como “pau-de-arara”, ensinada aos indígenas pelos instrutores militares e demonstrada no desfile da tropa. A filmagem (found footage) foi descoberta apenas em 2012, pela Comissão da Verdade.
A partir desse found footage, o cineasta Roney Freitas em parceria com os cineastas Isael Maxakali e Sueli Maxakali, dirigiram o documentário GRIN (2016), de produção da Lusco Fusco Filmes, que foi um dos vencedores da 21ª Bienal de Arte Contemporânea Sesc_Videobrasil, com relatos das violências sofridas por indígenas durante a ditadura militar.